# Modèle de Palierne
Le modèle de Palierne est un modèle rhéologique qui s'applique à un mélange de polymères dilué. Il relie le module complexe du mélange aux modules complexes des deux composants du mélange, ainsi qu'à la fraction volumique, au rayon des gouttes de la phase dispersée dans la matrice et à la tension superficielle. Il a été développé par le chercheur français Jean-François Palierne en 1990.

## Équations
Le modèle de Palierne permet de prédire le module complexe d'un mélange de deux polymères dont la phase dispersée est à une concentration volumique {\displaystyle \phi } via les équations suivantes :
{\displaystyle G^{*}=G_{m}^{*}{\frac {1+3\phi H^{*}}{1-2\phi H^{*}}}}    et    {\displaystyle H^{*}={\frac {(G_{d}^{*}-G_{m}^{*})(19G_{d}^{*}+16G_{m}^{*})+(4\sigma /R)(5G_{d}^{*}+2G_{m}^{*})}{(2G_{d}^{*}+3G_{m}^{*})(19G_{d}^{*}+16G_{m}^{*})+(40\sigma /R)(G_{d}^{*}+G_{m}^{*})}}}
où {\displaystyle G^{*}} est le module complexe du mélange, {\displaystyle G_{m}^{*}} est le module complexe de la phase continue (matrice), {\displaystyle G_{d}^{*}} est le module complexe de la phase dispersée, {\displaystyle \sigma } est la tension superficielle entre les deux phases et {\displaystyle R} est le rayon des gouttes de la phase dispersée.

## Applications
Ce modèle est notamment utilisé pour déterminer la tension de surface entre deux polymères.